# Promare
Promare (プロメア Puromea?)  es una película de anime japonesa de 2019 coproducida por  Trigger y XFLAG. La película es dirigida por Hiroyuki Imaishi y escrita por Kazuki Nakashima, ambos previamente habían trabajado juntos en Tengen Toppa Gurren-Lagann y Kill la Kill, con Nakashima y Trigger acreditados por el trabajo original. Presenta diseños de Shigeto Koyama, animación 3DCG de Sanzigen y música de Hiroyuki Sawano. 
Promare fue estrenada en los cines japoneses el 24 de mayo de 2019 por Toho.

## Argumento
Galo y el Departamento de Bomberos de Rescate Ardiente se enfrentan a BURNISH, un grupo de mutantes que pueden controlar llamas, y el desastre de fuego que han desatado en la Tierra.

## Personajes
Galo Thymos (ガロ・ティモス Garo Timosu?)
 Seiyū: Ken'ichi Matsuyama
Lio Fotia (リオ・フォーティア Rio Fōtia?)
 Seiyū: Taichi Saotome
Kray Foresight (クレイ・フォーサイト Kurei Fōsaito?)
 Seiyū: Masato Sakai
Aina Ardebit (アイナ・アルデビット Aina Arudebitto?)
 Seiyū: Ayane Sakura
Remi Puguna (レミー・プグーナ Remī Pugūna?)
 Seiyū: Hiroyuki Yoshino
Varys Truss (バリス・トラス Barisu Torasu?)
 Seiyū: Tetsu Inada
Lucia Fex (ルチア・フェックス Ruchia Fekkusu?)
 Seiyū: Mayumi Shintani
Ignis Ex (イグニス・エクス Igunisu Ekusu?)
 Seiyū: Rikiya Koyama
Vinny (ビニー Binī?)
 Seiyū: Kendō Kobayashi
Heris Ardebit (エリス・アルデビット Erisu Arudebitto?)
 Seiyū: Ami Koshimizu
Vulcan Haestus (ヴァルカン・ヘイストス Varukan Heisutosu?)
 Seiyū: Taiten Kusunoki
Gueira (ゲーラ Geira?)
 Seiyū: Nobuyuki Hiyama
Meis (メイス Meisu?)
 Seiyū: Katsuyuki Konishi
Deus Prometh (デウス・プロメス Deusu Puromesu?)
 Seiyū: Arata Furuta
Biar Colossus (ビアル・コロッサス Biaru Korossasu?)
 Seiyū: Ryōka Yuzuki
Mad Burnish (マッドバーニッシュ Maddo Bānisshu?)

## Música
Los temas de la película, "Kakusei" (覚醒?) y "Kōri ni Tojikomete" (氷に閉じこめて?), son interpretados por Superfly. La banda sonora es compuesta por Hiroyuki Sawano. 

## Producción
Promare se anunció en la Anime Expo 2017 el 2 de julio de 2017 como un proyecto de anime original coproducido por Trigger y XFLAG que había estado en producción durante más de cuatro años, luego se reveló como una película en octubre de 2018. Hiroyuki Imaishi y Kazuki Nakashima, quienes trabajaron juntos anteriormente en Tengen Toppa Gurren-Lagann y Kill la Kill, dirigen y escriben la película, respectivamente. 
Nakashima y Trigger son acreditados por el trabajo original, con Shigeto Koyama proporcionando los diseños, Sanzigen animando las secuencias 3DCG y Hiroyuki Sawano componiendo la música. El logotipo de la película es diseñado por Saishi Ichiko y Tomotaka Kubo se desempeña como director de arte. Sushio, quien diseñó los personajes y se desempeñó como director de animación en jefe en Kill la Kill, está involucrado como uno de los animadores de la película.

## Estreno
Promare se estrenó en Japón el 24 de mayo de 2019, con Toho distribuyendo la película.